# 燃える!お兄さん
『燃える！お兄さん』（もえる！おにいさん）は、佐藤正による日本の少年向けギャグ漫画作品。または、それを原作としたテレビアニメ、OVA、ゲームソフト。

## 概要
1987年から1991年まで、集英社の漫画雑誌『週刊少年ジャンプ』にて連載。連載開始以前に1986年の『週刊少年ジャンプ・ウインタースペシャル』に、読み切り作品『燃える！おにーさん』として掲載された。鳥山明のカラー原稿が間に合わず、佐藤に代原の依頼が回ってきたのがきっかけだという。2度の読切掲載を経て連載となった。
本作品は“お兄さん”こと主人公ケンイチと、その周りの人々の非常識な日常を描いたドタバタギャグ漫画であり、さらには学園でのイベントを絡め、また中期以降は宇宙人の襲来といった格闘ギャグ路線へと発展。終盤では格闘要素を排除し、ショートコント風のシリーズなども取り入れた。作中では「動物語」というシステムが存在し、動物（哺乳類と鳥類）やケンイチなど一部の人間が使うことができる。動物語を話す時は吹き出しの線が二重になっている。
本作は暴力・破壊描写をはじめ、金属バットで殴打、大量出血、違法行為や殺意を込めた心情描写、身体の一部（耳や指）を切り落とされたり、主人公のせいで半身不随になるキャラクターが出てくるなど、過激なギャグ表現が多い（後に刊行の文庫版では一部台詞が変更されている）。
また、知的障害者や人格破綻者をネタにした差別的な表現も少なからずあり、それが災いして1990年10月9日発売の第45号の「サイボーグ用務員さんの巻」は自治労など用務員が関係する労働組合・団体の抗議により、掲載号が回収される事態を引き起こした。なお「サイボーグ用務員さんの巻」は出版社側の提示にもとづき、単行本に収録されていない（詳細は週刊少年ジャンプ#『燃える!お兄さん』職業差別事件を参照）。
一旦連載終了したあとに『燃える！お兄さん2』とタイトル変更され再開。単行本、文庫版では『燃える！お兄さん』のまま巻数も通算しており、単行本の18・19巻、および文庫版の11巻後半から12巻が『燃える！お兄さん2』に該当する。
最終回のナレーションは『ジャンプ』掲載時と単行本で内容が異なり、掲載時では尊大な文章で本作のことを記憶しているかは読者に委ねた上で、「このマンガにメッセージはなにもない」と書かれていた。

## 書誌情報

### 単行本
- 『燃える！お兄さん』集英社〈ジャンプ コミックス〉、全19巻[4]
  1. 1988年1月8日発売、ISBN 9784088710013
  2. 1988年4月8日発売、ISBN 9784088710020
  3. 1988年7月8日発売、ISBN 9784088710037
  4. 1988年9月9日発売、ISBN 9784088710044
  5. 1988年11月10日発売、ISBN 9784088710051
  6. 1989年1月10日発売、ISBN 9784088710068
  7. 1989年3月10日発売、ISBN 9784088710075
  8. 1989年5月10日発売、ISBN 9784088710082
  9. 1989年9月8日発売、ISBN 9784088710099
  10. 1989年12月5日発売、ISBN 9784088710105
  11. 1990年2月9日発売、ISBN 9784088710112
  12. 1990年6月8日発売、ISBN 9784088710129
  13. 1990年10月8日発売、ISBN 9784088710136
  14. 1990年12月4日発売、ISBN 9784088710143
  15. 1991年2月8日発売、ISBN 9784088710150
  16. 1991年4月10日発売、ISBN 9784088710167
  17. 1991年6月10日発売、巻末に読切版『燃える！おにーさん』を収録[5]。ISBN 9784088710174
  18. 1991年8月7日発売、ISBN 9784088710211
  19. 1991年12月3日発売、ISBN 9784088710228
- 『燃える！お兄さん』 集英社〈集英社文庫コミック版〉、全12巻[4]
  1. 2002年12月12日発売、ISBN 9784086178617
  2. 2002年12月12日発売、ISBN 9784086178624
  3. 2003年2月18日発売、ISBN 9784086178631
  4. 2003年2月18日発売、ISBN 9784086178648
  5. 2003年3月18日発売、ISBN 9784086178655
  6. 2003年3月18日発売、ISBN 9784086178662
  7. 2003年4月18日発売、ISBN 9784086178679
  8. 2003年4月18日発売、ISBN 9784086178686
  9. 2003年5月16日発売、ISBN 9784086178693
  10. 2003年5月16日発売、ISBN 9784086178709
  11. 2003年6月18日発売、ISBN 9784086178716
  12. 2003年6月18日発売、ISBN 9784086178723
- 『燃える！お兄さん』 集英社〈集英社ジャンプリミックス〉、全6巻[4]（コンビニコミック）
  1. 「是羽二中2年3組編」、2008年9月29日発売、ISBN 9784081096572
  2. 「是羽二中3年3組編」、2008年10月11日発売、ISBN 9784081096657
  3. 「是羽二高1年3組編」、2008年10月27日発売、ISBN 9784081096701
  4. 「是羽二高2年3組編」、2008年11月10日発売、ISBN 9784081096787
  5. 「是羽二高3年3組編」、2008年11月22日発売、ISBN 9784081096848
  6. 「宇宙人だヨ！全員集合！！編」、2008年12月8日発売、ISBN 9784081096930

### 電子書籍
2017年6月1日、集英社「ジャンプコミックスDIGITAL」レーベルより、上記ジャンプコミックス版の単行本全19巻が発売され、各社サイトから配信されている。
2013年7月13日より2017年3月12日まで、「マンガ図書館Z」で無料公開されていた。この版はセリフを作者のネームどおりに戻し、細かい作画のミスを修正した特別バージョンとなっている。ただし、作者の意向により「サイボーグ用務員さんの巻」およびロボット君が放射能漏れを起こす回は掲載されていない。

## あらすじ
国宝 憲一は幼い頃、父親の憲吉の不注意から川に流され、山で行方不明になってしまう。しかし、山に住む玄米茶に拾われた憲一は野生児としてたくましく成長する。そして本当の家族と街への憧れから憲一は下山し、程なく本当の家族と再会する。しかし憲一には都会の知識や常識がまるでなく、本人の人間離れした身体能力もあいまって、普通ではないトラブルに満ちた日常が繰り広げられるのであった。
舞台は東京都に存在するとされる架空の市、「是羽市」（これわし）。第一部の中学生編では「是羽市立第二中学校（是羽二中）」、それ以降は「是羽市立第二高等学校」が主な舞台である。

## 登場人物

### 国宝家
国宝 憲一（）
声 - 矢尾一樹、丸山裕子（赤子時）
主人公。玄米茶流空手の使い手。年齢は原作開始時15歳。1974年の夏に山で行方不明になり、13年間山の中で育ったために都会の常識は何一つ知らない。そのため、山を降りてからは毎回様々なトラブルを巻き起こす。野生児だけあって、身体能力が異常に高く陸上競技なら全種目で金メダルを狙えるほどであり、作中ではソウルオリンピックの日本代表として招聘され出場した。しかし、唯一水泳だけは苦手。身長188cm、体重110kg。
今まで学校で勉強したことが無いため、妹である雪絵と同じ学年に編入する。勉強はまったくできず、無理に勉強すると頭の回路がショートしてスパークしたり、爆発する。動物と会話ができるなど、動植物に関する知識は豊富（ただ、育った山の中で見られる以外の動植物知識はそれほどでもない）。
一人称は「おにーさん」で、語尾に「 - のだ」をつける。歳上の人物相手でも、自称が「おにーさん」になることは珍しくない。連載初期の頃は「私」と言うこともあった。また、「あう！」が口癖。普段は空手着姿で、下着はふんどし。泳ぐ時もふんどし一枚である。当初は身長は高かったが、連載が進むにつれ2 - 3頭身になり、連載終盤では頭が禿げたり教室で寝小便を漏らしたりとキャラクターの変貌が著しくなる。
「クルクル波（パー）」などの技を持つ。また、敵から攻撃を受け続け、極限状態に追い込まれると「目にあまるほど防衛現象」として白目をむき、普段の数倍のパワーを発揮する。動物に関することで負けるのは非常に悔しいらしく、勝つためなら残酷なことでも平気で行う。部屋は非常に汚く、ポキール星人から資源（地球人から見たゴミ）と認識されてしまうほど。自宅から学校までの距離は不明だが、雪絵とはほとんど一緒に登校せず走って通っており、遅刻することが多い。連載初期の頃にはもらった宝くじが大当たりするなど強運の持ち主だったが、後期には運が悪いような話も出てきたことがあり、運の良し悪しについては一貫していない。
佐藤曰く、連載前の考案当初は女性キャラクターで、顔のモデルは工藤夕貴。
国宝 雪絵（）
声 - 本多知恵子
年齢は原作開始時14歳。憲一の妹で、他界した雪子に代わり国宝家の家計や家事をこなすしっかり者。真面目な性格で、学校の成績も優秀。お人好しでルックスも可愛いので男子生徒たちのマドンナ的存在。憲一の奇行に対してツッコミを入れる常識人だが、新聞を読んだことがないので世間の流行などを何も知らず、非常識な行動をとることもしばしば。アイドルデビューも果たしたことがあるが、憲一と憲吉が原因で引退を余儀なくされてしまう。
1973年6月19日生まれ。身長150cm（本人は151cmと主張している）で、背が低いのを少し気にしている。憲一よりも1歳以上は年下だが、学校では同じ学年。家庭は貧乏だがかなりの衣装持ちでファッションセンスも良い。ゴシップ新聞の『是羽スポーツ』を読んで間違った形で流行に敏感になったことがある。中学時代はバトン部に所属。
髪色は原作ではピンク。テレビアニメでは第6話までは黒髪だが、第7話以降金髪になっている。
国宝 憲吉（）
声 - 緒方賢一、稲垣悟（若い頃）
国宝家の主。年齢は原作開始時45歳。職業は植木職人。憲一と生き別れになる前の若い頃の容姿はスマートな長身でパーマをかけた髪型だったが、月日を経て再会した時にはチビでハゲでケチでカネとギャンブルに目がないダメオヤジに変貌していた。
人間性に問題があり、常人の30倍は悪事を働いており改善の見込みがないと閻魔大王に断言された。とてつもなく強欲で、自分の欲望を満たすためにはどんな非道なことでも平気で行う。特に金に対する執着はすさまじく、いつも茶の間でこめかみに青筋を立てながら 「マネー」などと書かれた金儲けの本を読んでいる。
学生時代はコソドロなど様々な悪事を働いており、宝石しげるからそのことをネタに好き放題されても黙っていたが、家族にそのことを打ち明けたら殺人くらいやっているんじゃないかと思われていて逆に安心される始末。常日頃から、ケンイチのゲームソフトを勝手に売り払ったり、雪絵からタバコ代の名目で金をちょろまかしたりするなどせこい行動を取ることが多い。憲一とは常にいさかいが絶えず、毎日のようにくだらないことでケンカばかりしている。実の息子といえど容赦はせず、どこからともなく取り出した金棒や金属バットなどでタコ殴りにすることもある。アニメでは「ぐれてやるー！」が口癖。
国宝 憲二（）
声 - 松岡洋子
憲一の弟。年齢は原作開始時9歳。普段は気弱で目立たないが、実は国宝家で一番頭が良く真面目な少年である。顔は父親と兄に似ているが、性格は全く似ていない。初期は是羽市立第二小学校、のち是羽二中に進学。中学生になっても背が伸びた描写がなく、中2時点でも雪絵よりずっと背が低かった。
国宝 雪子（）
声 - 高木早苗
憲一たちの母親。作中では亡くなっており、第1話などでわずかに登場するのみ。若い頃の容姿は雪絵と瓜二つ。夫とは高校時代に知り合っている。
かえで
声 - 林原めぐみ
憲一の妹として山で育てられた子供。ベビーカーに入っていた頃、玄米茶が拾ってきたらしい。そのため憲一たちとは血の繋がりは無い。憲一の後を追って下山し、国宝家に居候することになった。かなり可愛くてスタイルも良く、性格は無邪気で好奇心旺盛。彼女も身体能力は高く（憲一や玄米のような人間離れしたものではなく、常人の範囲内）、女子プロレスからスカウトされたことがある。年齢は雪絵よりも年下だが、雪絵たちと同じクラスである。精神年齢は低く、絵本が好き。
玄米 茶（）
声 - 松岡文雄
憲一の育ての親で玄米茶流空手の達人。一見ガリガリな体型でつかみ所のない性格だが、憲一以上のパワーを持つ。単体でも強いが、玄米茶流空手にはコンビネーションも存在し、憲一と息を合わせて行う合体技の威力は絶大。かえでの面倒を見て欲しいと国宝家に現れ、自分もそのまま居着いてしまった。結構身勝手なところがあり、同じように我の強い憲吉とは犬猿の仲である。いつの間にか国宝家から姿を消すが、宇宙人襲来編などで重要な戦力として登場した。
基本的に玄米茶の力をもってしても宇宙人たちには敵わなかったが、インビジブル・ブルーブル編（第14巻）などは相手の毒液で溶かされるもスライム状態で生存し、さらにこの状態でインビジブル・ブルーブルに襲い掛かって結果的に耐熱プロテクターから追い出すなど、人外レベルの活躍を見せた。
フリッパー
声 - 沢木郁也
山から連れてきた憲一の友達のオオカミ。国宝家にペットとして住む。体格は細身で大きくはないが、街の不良犬数匹程度なら簡単に倒せるくらいの強さはある。方向音痴。連載中期以降は出番が激減し、ストーリーに絡むことはほとんど無くなった。月に1度、チャッピーと遊ばせるために綾小路家に足を運んでいる。

### 生徒
火堂 害（）
声 - 池田秀一
ヤクザである火堂組の跡取りで、3代目組長になる予定の不良生徒。何度か留年しているらしく年齢不詳。自己中心的な性格で憲一とは強引にマブダチになる。雪絵に恋心を抱いている。雪絵の言うことには素直に従うが、さゆりに対しては強気。般若のような顔で常に口を開いている。鮫肌。肩から背中にかけて刺青をしている。身長192cm、体重129kg（中学生時）。
「ぼっちゃん」と呼ばれることを嫌い、アニメでは「目ん玉ひし形潰れ」とも呼ばれていた。ポキール星人にはヒシガタキボリノメンと命名されている。
当初は不良集団を軽々と一蹴するなど、戦闘能力が高い描写もあったが、憲一と比べると実力は低く、またそれ以降に登場した強敵キャラクターには手も足も出ないことも多いなど、早い段階で戦力外になった。
父は2代目組長、火堂 激（）（声 - 加藤精三）。
綾小路 さゆり（）
声 - 山本百合子
雪絵の親友。可愛いがお調子者でややわがままな性格。ツッコミ役の一人。金持ちのお嬢様で、親は外車を持ち、自宅には執事やコックがいる。火堂に片想いしているが、作品中では特に進展することはなかった。雪絵と同じく中学ではバトン部。いとこにモヒカン頭の凶悪な赤ん坊・綾小路 みちるがいる。チャッピーという犬を飼っている。身長160cm。
暴走する憲一に容赦なくブレーキをかける数少ない人物。
髪色は原作では緑。テレビアニメでは黒髪。
ロッキー 羽田（）
声 - 屋良有作
日本人とフィリピン人とのハーフ。アメリカにかぶれていて、常に派手な服を着ている。「自由」がポリシーで「 - じゃない」が口癖。火堂と同じく雪絵に恋心を抱いている。かつては仕事人（用心棒）をしており、1秒間に50発放てる閃光パンチ「スーパーウルトラグレートデリシャスワンダフルボンバー」が必殺技。仕事人としての初登場後、しばらくして是羽一中から是羽二中に転校。ストーリー中盤からは登場回数が極端に減り、読者からはよく復活を希望されていた。ムエタイのキックも習得しており、過去に決闘の相手に瀕死の重傷を負わせたことから封印していた。アパート「是賀荘」に一人暮らしで、部屋では憧れの雪絵の写真に囲まれ自由を満喫しているものの、極貧生活を送っている（両親が離婚して父親が蒸発、母親からの仕送りは月3万）。
名前についてはプロレスラーのロッキー羽田、口癖の「 - じゃない」は『北斗の拳』天帝編に登場するアインから。
穴薄 太郎（） / 貝節 次郎（）
声 - 沢木郁也（穴薄） / 大滝進矢（貝節）
普段から2人で実況・解説風の会話をしており、格闘編などでアナウンス役を務める。穴薄は常に口を開けており、貝節は逆に常に口を閉じているのが特徴。映画鑑賞に出かけて生活指導に見つかり、停学になったこともある。
稲垣 千明（）
雪絵の幼なじみ。幼稚園の頃に一度是羽市を離れるが、10年後に是羽市に戻り、高校で雪絵たちとクラスメイトになる。雪絵を「ゆーたん」と呼ぶ。実家はレンタルビデオ店。容姿は人並み以上だが、イスに座る際にスカートがめくれても気づかない、雪絵の幼稚園児時代の記録ビデオを再生しようとして間違えていやらしいビデオを再生してしまうなど、かなりの大ボケ娘。
日向 団次郎（）
成績は非常に優秀だが、生来の気の弱さから存在感が非常に薄い憲一たちのクラスメート。あまりにも存在感がないので、先生にまで名前を忘れられていた。憲一のまったく物怖じしない自由奔放な行動に憧れを持ち、先生に頼んで隣の席にしてもらったこともある。以降は憲一や火堂たちと行動を共にすることが多くなった。自宅はコンビニエンスストア「ヒュウガチャン」で、父の団吾郎（だんごろう）が店長を務める。月のお小遣いは5万円。
不知火 明（）
声 - 速水奨
中学編に登場した女生徒たちの憧れの的。雪絵をものにしようとする。美形だが人間が小さく、恥を掻かされた相手にはとことん仕返しをしないと気がすまない。連載初期では憲一のライバル役としてストーリーを盛り上げた。憲一たちと同様、是羽二高に進学するも、その後の出番は忘れられたキャラクターたちの1人として出たのみ。後述のようにアニメ版では初登場以後、ほぼ毎回登場している。
アイアン / スマッシュ
声 - 小林通孝（アイアン） / 古田信幸（スマッシュ）
是羽二中プロレス同好会に所属する2人組。是羽二中臨海学校で恒例の「死の鉄人レース」にて憲一、火堂らと対決する。のちのクラッシャーボーイズとの対決では憲一たちと共に戦うが、ふたり綱引きでビリー・アックスに敗れる。中学卒業後はクラッシャーボーイズと共にプロレス界へ進んだ。
クラッシャーボーイズ
各地の中学校の体育祭に乱入し、体育祭破りを行っている6人組の中学生軍団。体育祭破りの理由を「将来いい高校に入るため」としていたが、のち中学卒業後、クリスを除いてプロレス界に入る。
マッドドッグ・バディ
クラッシャーボーイズのリーダー。ロッキーのスーパーウルトラグレートデリシャスワンダフルボンバーを50発すべて受け止めるほどの実力を持つ。二人三脚ターザン坂登り玉取りゲーム、騎馬戦マラソンを担当。勝つためには手段を選ばず、敵に情けをかけることもない。
ブルーザー
角刈りの怪力選手。肩車障害レース、騎馬戦マラソンを担当した。
クリス
もっとも身軽な小兵で、身長は雪絵と同程度。中性的な見た目だが男性。肩車障害レースを担当。クリスのみ是羽二高に進学したが、進学後に登場することはなかった。
ブルース
アフロヘアにサングラスの黒人。「スーパーウルトラマッハカミソリジェットパンチ」という必殺技を持つ。ロッキーとは浅からぬ因縁がある。ロッキーの話によると、かつて住んでいた町の悪ガキたちは黒人のブラック団と東洋系のジェット団に分かれて張り合っており、ブラック団のリーダーがブルースでジェット団のリーダーがロッキーだった（作中でも「どこの国の話だ」と突っ込まれていた）。二人三脚ターザン坂登り玉取りゲーム、騎馬戦マラソンを担当。
ビリー
チーム一の巨漢で、力士を目指したこともある。どこのものともつかない不思議な方言を使い、追い込まれると四股を踏むクセがある。メンバー中では一番格下の扱いを受けているようである。ふたり綱引き、騎馬戦マラソンを担当。
アックス
漁師の息子。幼い頃から地引き網を引いていたため引く力は強く、綱引きを担当した。
サンディ・ウーパー
声 - 富沢美智恵
アメリカのユタ州から是羽二中に転校してきた陽気な金髪娘。勘違いした日本観を持っている。その後ユタ州に帰ったようで、高校進学直前に登場した時はユタ州から駆け付けたと言っていた。
風見鶏 右京（かざみどり うきょう）
雪絵を目当てに是羽二中に転校してきた男。軍服のような服装（「前の学校の制服」とされる）に身を包んでいる。雪絵をものにするため、卑劣な手段で憲一たちを貶めるが、それが露見し憲一たちの子分に成り下がる。その後もクラス劇のシンデレラで王子役を務めるなど、何度か登場した。
木根間 純芳（）
是羽二高の映画研究会部長。映研の部員は3人しかおらず、常に存続の瀬戸際に立たされている。発表会で注目を集めて部員を確保することを目論み、憲一やポキール星人を使って撮影をするものの、最終的には失敗に終わる。これにより、映研は2度潰れている。
光明寺 博士（）
是羽二高でもっとも秀才と呼ばれる男。PTA会長の息子で、親の威光で無理矢理ケンイチと同じクラスになる。睡眠学習によりテストで100点を取った憲一をライバル視し、憲一の頭が元に戻っていることに気づかず勘違いを繰り返した。

### 教師陣
小山内 文子（）
声 - 松井菜桜子
中学時代の担任。年齢は20代半ばだがとてもそうは思えないほどの無邪気な思考を持っている。おっとりとした優しい性格で生徒には舐められつつも慕われている存在であるが、ペアマラソン大会では体調不良を装い酢張丹におんぶしてもらうなどちゃっかりした面もある。チャッピーの元の飼い主。
憲一らの中学卒業後も中学に残り、憲二の担任となった。憲一たちが卒業した後は何もかもやりやすくなったと、憲一たちが在籍していた時とは違い穏やかな教師生活を送っている様子だったが、若い安生先生に対抗意識を燃やすなど以前より過激な面も見られた。
是津（）校長
声 - 大滝進矢
是羽二中の校長。常にくわえているキセルがトレードマーク。体育祭において大がかりな障害を設置し障害競走を行わせたり、憲一と管の決闘のために特設リングを設置したりと、イベントがあると首を突っ込んでくる相当な好事家。基本的に生徒の安全より楽しいこと優先のため、校長の関わるイベント参加者には常に命の危険が訪れる。
酢張丹 悦楠（）
声 - 山寺宏一
是津が憲一の風紀更生のために招いた教師。眉と口がX字の形状をしている。気に入らない生徒には体罰も辞さない超スパルタ教育を信条とする。
初登場時は小山内に替わり担任となるが、憲一の大暴れにより以後は副担任となる。全教科の教員資格を持ち、受験の補習にも対応できる。憲一を敵視しており、初登場の回では難癖を付けまくった挙句、中学校にもかかわらず退学決定にしたりと過激さを遺憾なく見せつけた。その後も幾度となく争うが大体がロクな結果にならない。またその体罰主義で他の生徒にも（特に男子）からも恨みを買っており、豆まきの鬼になった時は命がけの戦いを生徒と繰り広げていた他、卒業式にはお礼参りで愛車をボコボコにされている。小山内に惚れているが、不器用なのでそれを表現できないでいる。だがその後の中学卒業後に憲一たちと再会した際、安生を見つめる酢張丹に小山内が嫉妬の目を向けるシーンがあり、関係は進展している模様。
憲一たちが卒業した後は特に問題児もいないらしく、穏やかに過ごしているようだが物足りなさも感じていたようで、再会後小山内と安生の対抗心から端を発したバス競争では、運転手からハンドルを奪い久々の対決に血をたぎらせていた。
祭九論 絶人（）という親友がいる。
有座須 真二（）
声 - 鈴木勝美
中学時代の体育教師。初登場時は30歳、独身。鉄人レースの競技説明などでしばしば登場していたが、酢張丹の登場以降は出番が減少した。
安生 美加子（）
高校最初の担任。初登場時は23歳。高校の校長の要望により小学校教師からスカウトしてきた。「ミスいちご大福」に選ばれたこともある美女。性格はかなりの慌て者で早見先生からも言われるくらいそそっかしい行動が目立つ。ケンイチたちが巻き起こす事件で入院することが多かった。スキー合宿や臨海学校では宿の手配などをするが、どれもボロ宿で生徒からは評判がよくない。船木登場により人手不足の3年の担任となり、2年3組の副担任も兼任することになる。
早見 姿郎（）
高校での副担任。初登場時25歳。自転車の整備不良によるダンプとの衝突事故により半身不随となる重傷を負うが、文部省がプロフェッサーKの研究所に依頼し、問題児矯正のために600万円かけて改造人間にし、無理矢理蘇らせた。全国の問題児代表の憲一を矯正するためやってきた。ケンイチの体当たりを受け止めるほどの強靭なボディと改造人間のパワーで生徒たちを圧倒する。反面、脳の手術がやや失敗しており時折昔のことを思い出して絶叫する。変身ベルトで「怪傑スパット」というヒーローに変身できる。専門は保健体育らしく、それ以外の授業をしているシーンはない。安生にべた惚れしており何度か告白もしているが間の悪さ（と憲一たちの行動で）いつも失敗している。
初登場時は熱血教師らしさを持っていたが、回を重ねる毎に卑劣な面が目立ち教師らしくない行為を繰り返すようになる。犬が苦手で小学校時代には盗みも犯している。連載版では船木登場により用務員に降格された後（単行本ではグレートハイスクール、通称「グレ高」に転勤するという話に差し替えられている）登場しなくなったが、実際は山奥村立肥山小学校へ謎の転勤をしていたという設定になっていた。清田赴任後、再び体育教師として是羽二高に復帰した。
改造手術の執刀はプロフェッサーK。ひらめ筋、ひざの皿などは人工物に置換されており、ほぼ全身が改造されているが、睾丸はそのまま残されている。エネルギーは人間と同様の食事を取ることによって補給している模様。主武器は両腕から発射するロケットパンチ。両足からのジェット噴射で飛行することも可能。変身ベルトでよりパワーアップした変身も可能。ボディの強度は宇宙空母の主兵装「超ウルトラマグナムカノン波動フェーザー砲」で撃たれても消失を免れるほど強靭。後に憲一のパワーに対抗するためロボットのような姿に改造した（執刀はプロフェッサーK）が、惚れていた安生に手ひどく嫌われたことから元の姿に再改造した。
校長（是羽二高）
是羽二高の校長。成績表の評定の代わりに自分の顔写真で評価を表したり、自身の銅像を2000万円以上かけて作成させるなど、是津にも引けを取らない変人。船木の登用や、清掃強化月間の設定など、思いつきで物事を決めるクセがある。
船木 君枝（）
安生の大学時代の後輩で、授業中にゲームセンターで遊んでいたことで小学校教師をクビになっていたところに高校の校長の思い付きにより、安生の後任（安生は3年担任にまわる）として新担任に抜擢される。型破りな教育を好む。
清田 光太郎（）
早見が転任になり、新たに3年生の憲一たちの副担任として赴任してきた。いままでにないノーマルな教師であるため、普通に授業をして逆に生徒たちがついて行けなくなってしまった。生徒たちからの評判は良く、また初めてのまともな男性の先生ということもあって特に女子生徒からの人気が高かった。憲一に100点を取らせた。

### 動物
ダック・ニコルソン
声 - 山寺宏一
綾小路家に食肉用として送られたアヒルであったが、庭の檻に閉じ込められていた所をたまたま遊びに来ていたケンイチに助けられる。さらに、復讐のつもりで家を滅茶苦茶にしたところをさゆりによって囚われたが、調理前の電子レンジから脱出に成功し日本にただ一羽の「野良アヒル」となった。以降憲一の悪友となり、毎回憲一にろくでもないことを教えたり、プロフェッサーKの研究所からトラブルの元になる発明品を持ってきたりするトラブルメーカーとなる。「野良アヒル」といっても実態はホームレスであり、寒い冬は焚き火や新聞紙やダンボールで暖を採り、競馬などの賭博に耽り、ビールとスルメを好物とし、街の浮浪者と共に公園で暮している。浮浪者からは「ギャワギャワの大将」と呼ばれている。天敵は街の子供たち。
くちばしに超合金製の棘付きアタッチメントを装着し、キツツキのように高速で相手の股間や目を突く「アイアンダック速射砲」という必殺技を持つ。ドナルドダック風のセーラー服（初期は着ておらず、国宝家がクイズで手に入れた賞金を奪って購入）とサングラスがトレードマーク。
ダック・ダニエル
ニコルソンの父。放浪の旅アヒル。凶悪さでは息子を遥かに凌ぎ、ニコルソンも恐れおののくほど。
ダックの母
本名不明。ニコルソン幼少時のシーンに登場したのみ。
キューちゃん
九官鳥。元々チンピラのペットであったが脱走し、宝石家のオウムと対決。その後憲一の悪友の一羽になる。
チビ助
野良アヒルとして生きるダックに感銘し、弟子入りをする。足がとても速い。後にダチョウということが判明し、成長後は街の動物は誰も勝てなくなる。
シーモンキャー
通販で売られていた、シーモンキーのような生物。ダックの置き土産の生き物を大きくする薬によって巨大化、悪辣な知能を身につけた。
磯野 ペン吉
是羽海岸近くにある旅館「ふなむし」でペットとして飼われているフンボルトペンギン。臨海学校の際に登場した。
キーすけ
ヤマちゃんから「にわとりの卵」と言われ、憲一が購入した卵から孵ったキーウィ。国宝家で飼われることになった。かえでも卵を買っていたが、そちらからは普通のにわとりが孵り、共にペットとなった。

### 宇宙人
オセロ兄弟
宇宙警察に所属する宇宙人。はさんだ敵をひっくり返すという能力を持つ。
チャネル星人
具体的かつ高度な予言能力と深遠な精神性を持つ宇宙人。頭がピラミッド状で、全身は黒い色をしている。体液は悪臭を放つ猛毒。宇宙のメッセージと競馬情報を伝え、そのまま帰還した。
オイラ人
非常に気の短い宇宙人。中でも特に気が短い者はスーパーオイラ人と呼ばれる。大変早口で、べらんめえ口調。飲食店で注文の品を数秒も待てないほどのせっかち。寿命は10年ほど。どこかへ飛び出していったまま行方不明となった。
※ポキール星人他の侵略者宇宙人は別項で解説。

#### 侵略者
ポキール星人
地球人とほぼ逆の価値観を持つ（主として衛生観念、美的感覚など強弱の概念も反転している）宇宙人。自称「宇宙のエリート」、他称「宇宙のクズ」。ポキール大王を君主とする惑星国家を築いている。地球のゴミを資源として尊び、犬のフンを食べて「うまい！」と評する（ポキール星人のウンコは地球でいう純金）。侵略者として地球に来襲した際も恥知らずな要求を平気で行い、卑猥な拷問を公開する、就寝中の寝言や人に付けるニックネームも下ネタ単語の羅列と、下品極まりない。苦手な物は消毒（ポキール星人にとっては最も苛烈な拷問とされる）で、気持ちいいと倒れてしまうという性質を持つ。
価値観が逆であるため、戦闘力は非常に弱体である。ただし放屁のような手段で睡眠ガスを発射するなど、戦闘を支援する能力に関しては有効なものも持ち合わせている。また500階以上の階層を持つ高層ビルを建設し、戦闘ロボット・インモーキング（量産型、Mk-II、Mk-IIIなどのバリエーションがある）や宇宙船、体の大きさを変えられる乗り物を建造するなど、科学技術力は地球人をはるかに上回っている。
初登場時は大王の配下であるM1号、P3号の2人が、東北弁を話す宇宙の片田舎出身の友好的な宇宙人を装い地球侵略を狙うもあっさり敗北（ただし、資源の確保には成功した）。翌年再登場し、ケンイチ・父ちゃんをポキール星に連れ去り、大王のもとで食糧（ウンコ）供給源として拘束しようとするも、戦いに敗れて自爆。
この直後ビデー大帝に救われて超暗黒大巨星帝国の手下となり、その地球侵略の尖兵として地球に来襲する。が、その性質と弱さは変わらず、破壊兵器として量産された戦闘ロボット・インモーキングII&III部隊は壊滅、宇宙空母も大破させられたが、対ケンイチ用に用意した猛獣のうちポキリアンデビルとポキールパンダを大帝の援護に差し向け、その容姿で地球人を笑わせて足止めに成功、囮役を果たした。しかしビデー大帝敗北後は地球に取り残され、汲み取り業、何でも屋などで生計を立てるが、収入は少なく飢餓に苦しめられる。
地球侵略は失敗したが、ミッキー総統、死神マックなどの侵略者との戦いには、ケンイチたちの味方として多数の武器を提供し少なからず貢献した。本作の宇宙人キャラクターは一回限りの登場が多いが（侵略者も一度倒された後の再登場は少ない）、初登場時から目立っていたその特異なキャラクターゆえ登場回数が増え、最終的には準レギュラーまで地位を上げた。初登場エピソード「史上最低の侵略！」が収録されたコミックス8巻には、出番を増やすよう嘆願する読者の投稿ハガキも収録されている。
ビデー大帝
超暗黒大巨星帝国国王。ポキール星人の命を救って配下にした。そしてポキールを尖兵に、地球侵略にやってくる。パワードスーツをまとってケンイチと戦った。全身の関節がかんてん質でできており、くにゃくにゃと気持ち悪い歩き方をする（再登場時にはその設定は無くなっていた）。侵略には失敗したが、後に残された爆弾はケンイチのミスによって作動、是羽市に壊滅的被害を与えた。のちに少なくとも六隻の艦隊を率いて宇宙を航行していたところポキールからのSOSによって地球に来援、死神マックを宇宙の果てに飛ばして市民の歓呼を受けた。またこの回では乗艦の乗組員として複数の超暗黒大巨星帝国国民が登場した。
ミッキー総統
ダニに似たミクロサイズの宇宙人であるミクロマンのボス。国宝家の畳の中に一大帝国を築き侵略の機会をうかがっていた。本体は2頭身の小柄な体型であり、シークレットボディをつけて低身長を補っている。一般のミクロマンは通常の頭身である。
死神マック
死神マック編のボス。ケンイチが戦った中でも最強クラスの宇宙人で、星の生命エネルギーを食べ分裂を繰り返し（ただし分裂を繰り返した先は末端になるほどバカになって行く）、どんどんパワーアップしていくため、プラネットイーターと呼ばれる。割と一生懸命な性格で自ら地面に描いた双六でケンイチたちと戦った。変身するとキングギドラのような姿になる。変身しなくても非常に強く、玄米茶や管中杯を一撃で倒せる実力を持つ。弱点のペピトロンHで弱らされ、ビデー大帝によってケンイチもろとも宇宙の彼方に飛ばされた。
インビジブル・ブルーブル
第14巻のインビジブル・ブルーブル編の敵。宇宙刑務所に収監されていた水の魔人。耐熱プロテクター・栄養ドリンク・まくらを持って脱獄して地球侵略にやってくる。体は液体（見た目は水だが会話時に目が現れる）である。脱獄時に看取が怯えるほどの存在で歴代侵略者の中でも強者の部類に入り、是羽市の上下水道と電気を制圧してしまう。
本人の能力としては水と一体化して操るというシンプルなものだが、水なので物理攻撃はほぼ効かず、凍らないし電気は逆にエネルギーに変えてしまう。弱点としては沸騰させ蒸発すれば死ぬ、100時間以上睡眠をとらないと体が腐るというのがあるが、前者は持ち込んだどんな熱も防ぐことができる特殊なプロテクターを装備してこの弱点を封じてしまう。
これ以外に二軍落ちしたかつてのレギュラーキャラクター、火堂＆ロッキー、動物たちを肉弾戦で次々倒すなど単純な格闘能力も高く、水道管を集めてロボットや爆弾を作るなどの芸当も見せ、唯一苦戦した玄米茶相手にも哺乳瓶型の容器に入った栄養ドリンクでパワーアップした際に毒液でスライムに変えてしまったりその戦闘力は非常に高い。最後は人質にとった雪絵の持っていた粉せっけんが偶然自分の水と混じったことで体に力が入らなくなり、その場にいた全員総がかりでシャボン玉を作られ、消滅してしまった。
超暗黒破壊大魔神メタルプライマー
魔界からやってきた侵略者らしい。メタルプライマー編の大ボス。最後は日本政府と講和してアメリカに進出した。子供向けの本にすら伝説が語られているほどの魔王である。
レジン将軍
メタルプライマー配下の小ボス。人間に面白半分に労役を課し、反抗した者にはハイ・エンシェントもどきの怪しい魔法で拷問を加えていた。魔法は唱え終われば相手を強制的に動かすことができ非常に強力なのだが、詠唱がとても長いという弱点がある。ケンイチ戦でも最後まで魔法に固執していたが、呪文を一節唱えるたびにムジョルニアで一撃され、最後は頭にコブが5段にもなってしまった。結局そのまま倒れて死亡、部下は潰走。このとき初めて名前が明らかになった。セリフはほとんどが呪文である。
ブールドゥ
メタルプライマー配下の小ボス。ケンイチたちの活躍に狼狽し部下にツッコミを入れられたあげく、ケンイチの助っ人スティングに一太刀で斬り捨てられた。腕組みをしていた以外、何もしていない。
メガロ大王
メタルプライマー配下の中ボス。マントルゴッドの力を借りて支配下の気球の街の重力を10倍にし、町の人々（および不運な部下の一人）を苦しめた。巨大な姿で動きは鈍いが不死身とも思えるタフさを発揮する。実は巨大な体は生体ロボットで、頭部にある本体らしきものもロボットであり、本当の本体は胴体につけられた気球の中に潜んでいた。本体はポキール星人に似ている。本体は馴れ馴れしい性格で、しょーもないギャグをかますなどして何度もケンイチたちにボコボコにされた。
ヒム
メガロ大王の手下。体は原子一個でできているために、傷付けたり破壊することは不可能。しかし、その設定を無視したケンイチから素手でつねられたり、急所に焼印を押したりといった攻撃を受け、倒された。
超戦士ビッグ4
メタルプライマーを守る親衛隊。当時、読者からデザインを公募し選出された作品。委員鳥、ウンコマシーン、ゴールデンキング、ファンガストンの4名からなる。ケンイチたちと1週間にわたって戦い続けたが、漫画上では諸事情により1ページ強で決着がついた。

### その他の人物
チンピラ
声 - 堀内賢雄（アニキ） / 鈴木勝美（子分）
2人組のチンピラ。是羽一中のOB。是羽一中在籍時のロッキーにケンイチの始末を依頼。読み切りの時点ですでに登場していたほか、飼っていたキューちゃんを追い出すなど、その後もしばしば登場。
組員A（アニメ版での名前）
声 - 塩屋翼
火堂組の組員。害のことを「ぼっちゃん」と呼ぶとぶっ飛ばされているが、懲りている様子はない。アニメ版で大幅に出番が増えた人物の一人。
プロフェッサーK
声 - 宮内幸平
是羽市に研究所を構えるマッドサイエンティスト。実験中に肉体の2/3を失っており、サイボーグとなっている。腕は確かなようであり、『ザ・フライ』のような転送装置やタイムマシン、生き物を大きくする薬、クローン製造マシーンなどを実用化している。たびたび発明品をダックに盗まれる。
警察署長
声 - 大滝進矢
街中でケンイチのトラブルを取り抑えようとパトカーから警告するが、たびたび返り打ちにされる。アニメ版ではほぼ毎回のようにトラブルに巻き込まれている。
飯良 井太郎（）
声 - 堀内賢雄
テレビ局「クズテレビ」（目玉マークに類似したロゴマークを持つ）のディレクター。プロフェッサーKへの取材などでたびたび登場した。
宝石 しげる
憲吉の高校時代の親友。憲吉との間で雪子の取り合いになるが、憲吉に敗れ転校。国宝家に下着の押し売りのため訪れ、憲吉と再会。登場時より憲吉に負けず劣らずの悪党であったが、登場するごとに極悪度が増し、外道と化していった。後に国宝家の隣人から詐欺で家を取り上げ、そこに引っ越してくる。息子に父親同様極悪なひかる、まさるがいる。オウムを飼っている。
ラオチュー
中国拳法の一種、羅王酒（ラオチュー）流拳法、ワシ爪拳の使い手。73歳。玄米 茶の玄米茶流空手を打ち破るため、山奥で師弟のカンに10年間修行を施し、カンと共に下山。国宝家に向かい、宿敵である玄米と50年ぶりに対峙。カンとケンイチの決闘を持ちかける。
管中 杯（かんちゅう はい、カン）
ラオチューから指導を受け、羅王酒流拳法と酔拳を組み合わせた拳法を身につける。特殊繊維とセラミックで出来た爪付きの手袋を武器とする。羅王酒流拳法が最強であることを証明するため、ケンイチと決闘（ケンイチはあくまで「異種格闘技戦」としていた）した。初登場時は仮面で素顔を隠し冷酷な性格だったが、仮面の下は中々の男前で、いいヤツだった。その後死神マック編で再登場。
雪合戦おじさん
本名は単歯 鉄五郎左ェ門岩ノ助（たんば てつごろうざえもんいわのすけ）。全身白の服装に身を包み、子供たちが雪合戦をしているところに乱入して全員をノックアウトしてしまう暇人。雪合戦においてはプロであり、雪玉の限界最高速度での連射が可能。また部下のテツリン部隊（作中解説では「彼らに知性はなく、どんな悪事も平気で行う」とされる）も、雪穴に落ちたケンイチたちを雪ごとロードローラーで潰そうとするなどえげつない攻撃を行う。その後インビジブル・ブルーブル戦において再登場し、ドロップキックを浴びせた。
執事
声 - 大滝進矢
名前はOVAより。綾小路家に仕える執事。綾小路家への忠誠心は高く、自身を犠牲にするような行動も厭わない。その反面、庶民を完全に見下しており、失礼な発言をしても全く悪びれた様子が無い。動物語が理解できるらしく、ダックが提案した綾小路家の高価な品を使った野球の内容を把握していた。
回転 太郎（） / 温泉 太郎（）
声 - 沢木郁也
回転寿司「ローリングサンダー」店長。大食い大会を開催したところケンイチたちに荒らされ、潰れる。その後「温泉太郎」と名を改め、是羽温泉ヘルスクラブ「ローリングサンダー」の店長として再起。温泉巡りレースを開催するが、またしてもケンイチたちに荒らされ、再び潰れた。
マリ
憲二の是羽二小でのクラスメイトの少女。憲二と一緒に是羽二中に進学した。
超金属スーパージャガー
あまりの低視聴率のため、第二話で打ち切られた特撮番組のヒーロー。必殺技は「目潰し、指折り、玉潰し」の「ジャガー三段トリプルファイト」。
ムジョルニア
メタルプライマー編の冒頭でケンイチが拾ったトンカチ。実は雷神・ソーが持つと言われる伝説のハンマームジョルニアである。ある程度自律して動くことができ、匂いで仲間たちを探し出したり、暗闇で発光するなどの機能も持つ。
スティング・フォン・エリック
メタルプライマー編に登場。元々はメタルプライマーの配下の戦士だったとされ、かなりの実力を持つ。ケンイチたちと協力してメタルプライマー勢と戦った後、ミンクと共にメタルプライマーを追ってアメリカに向かった。ヒムとの闘いの際、巨大化していた姿をミンクに目撃されるが、正体は不明。
ミンク
メタルプライマー編で仲間となる動物型のモンスター。人間型の姿形に変身することができる。精霊の入ったボトルを持っており、火の精、水の精などを呼び出すことができるが、風の精以外は戦力にはならなかった。
ポンクポンク
ミンクと同じ種族のモンスター。おとなしい性格で、キリンを短くしたような姿形をしており、4足歩行。体をゴムのように伸縮させることができ、ある程度の飛行も可能。
しげる
メタルプライマー編、気球の街に住む少年。母親がメガロ大王に捕らわれ、ケンイチたちと母親を救うためにメガロ大王に挑んだ。
ヤマちゃん
通称「インチキ親父のヤマちゃん」。初登場時は的屋であり、子供相手の紙芝居、カタ屋、射的や、屋台のラーメン屋などの出店をして生計を立てている。にわとりの卵と偽ってキーウィの卵を売り、逮捕された。
ムーシカミーシカ
天界に住む神様の一族である少女。誤って雪絵の命の炎を消してしまったことがきっかけで、天界に来た雪絵やケンイチたちと友達になる。
グースカパースカ
天界に住む神様の一族でムーシカミーシカの父。下界のことは絶対に干渉しないことを決めているが、世界のために一度だけムーシカミーシカのわがままを黙認している。
ロボット君
日露戦争の時代に日本軍の科学者・ジミー原田大二郎博士によって作られたという救助用ロボット。地中に埋められていた所をケンイチに掘り起こされ復活した。人間と同じく自らの意思で動き、流暢な日本語で会話もでき、機械の修復や複製も可能である。動力は原子力で、一度放射能漏れを起こしたことがある。
クイズじじい
クイズ作家兼クイズ商売人。道行く人にクイズを出題することが趣味で、イジワルな問題には解答者からボコボコにされる。世界最長寿の132歳で死を遂げたと思いきや「クイズがしたいなー」という人の声を聞き「クイズゾンビ」として蘇る。
ナレーター
声 - 田中秀幸

## テレビアニメ・OVA

### テレビアニメ
1988年3月から同年9月にかけて、日本テレビ系列で放送された。全24話。同じ『週刊少年ジャンプ』連載作品をアニメ化した『きまぐれオレンジ☆ロード』の後番組として開始した。
ストーリーは原作初期の路線に沿いながらも、オリジナルの演出を加えている。原作のエピソードを大幅に膨らませており、一部オチが変わった話もある。また原作では出番が少なかったキャラクターをほぼ毎回登場させた（不知火や組員A、警察署長など）。他のキャラクターも、全体的に出番が増えている。当時の『ジャンプ』編集長の後藤広喜が推薦し、2クール以上の放送予定とされていたが、視聴率で苦戦し、打ち切りとなった。
サブタイトル表示前には、「この物語はもっちろん！フィクションであり 実在する人物または団体とはナンノ（ヨーコなんちゃって）関係もないんだヨーダ！あう」という断り書きが出された。エンディングおよび次回予告後に視聴者応募コーナーがあった。賞品は表彰状と記念バッジであった。
テレビアニメ終了後にOVAが全2巻作られた。各キャラクターの髪の色がテレビアニメ版基準ではなく、原作同様に変更されている。
1989年にVHS（全5巻）が発売されたが、現在は全巻、廃盤となっており、DVDに関しては『ジャンプスーパーHEROESスペシャルコレクションDVD5』に収録された第1話以外はDVD化はされておらず、全話収録のDVD版・Blu-ray版はリリースされていない。

#### スタッフ
- 原作 - 佐藤正
- 監督 - 小林治
- 企画 - 布川ゆうじ（スタジオぴえろ）、藤原正道（東宝）
- アシスタントプロデューサー - 福与雅子（東宝）
- プロデューサー - 堀越徹（NTV）、河野秀雄（東宝）、深草礼子（スタジオぴえろ）
- シリーズ構成 - 寺田憲史
- キャラクターデザイン - 山田みちしろ
- 美術監督 - 三浦智
- 特殊効果 - 池田健司
- 色指定 - 勝沼まどか
- 撮影監督 - 金子仁
- 編集 - 掛須秀一、石田悟
- 音響監督 - 松浦典良
- 音楽 - 馬飼野康二
- 音響効果 - 伊藤克己（スワラプロダクション）
- 調整 - 大塚晴寿
- 音響制作 - 現
- 現像 - 東京現像所
- タイトルデザイン - 杉澤英樹
- OPアニメーション、EDアニメーション - 望月智充〈演出〉、摩砂雪〈作画〉
- 制作デスク - 本間道幸
- 文芸 - 静谷伊佐夫
- 広報 - 岩上喜進（NTV）
- 制作進行 - 青木訓之、早川雅彦、津野竜之輔、岡田貢一
- 企画制作 - 日本テレビ
- 製作 - 東宝株式会社、スタジオぴえろ

#### 主題歌・挿入歌
主題歌・挿入歌を収録したCDの発売元は、テレビアニメ・OVAともに東芝EMI。
オープニングテーマ
「ドリーミー・ドリーマー」（TV）
作詞・作曲・歌 - 石川優子 / 編曲 - 瀬尾一三
「どしゃ降りのジェネレーション」（OVA）
作詞 - 松本一起 / 作曲・編曲 - 馬飼野康二 / 歌 - 矢尾一樹

エンディングテーマ - 「時を置いて」
作詞・作曲・歌 - 石川優子 / 編曲 - 瀬尾一三

挿入歌
「どしゃ降りのジェネレーション」（第12話で使用）
作詞 - 松本一起 / 作曲・編曲 - 馬飼野康二 / 歌 - 矢尾一樹
「燃える！国宝音頭」（第17話で使用）
作詞 - 寺田憲史 / 作曲・編曲 - 馬飼野康二 / 歌 - 国宝家の人々

#### 各話リスト
| 話数 | 放送日         | サブタイトル                           | 脚本       | コンテ     | 演出       | 作画監督     |
| ---- | -------------- | -------------------------------------- | ---------- | ---------- | ---------- | ------------ |
| 1    | 1988年 3月14日 | さらば山の日日！大都会のお兄さんの巻   | 寺田憲史   | 小林治     | 小林和彦   | 山田みちしろ |
| 2    | 3月21日        | あう！ 極悪中学生はマブダチなのだの巻  | 寺田憲史   | 殿勝秀樹   | 殿勝秀樹   | 久米一成     |
| 3    | 3月28日        | 不知火登場！ ドッジボール決戦の巻      | 大橋志吉   | 中村孝一郎 | 中村孝一郎 | 柳田義明     |
| 4    | 4月11日        | あちゃ！ おちゃ〜！ すきやきバトルの巻 | 静谷伊佐夫 | 横山広行   | 横山広行   | 林隆文       |
| 5    | 4月18日        | 嵐をよぶ仕事人！ 雲のロッキー登場の巻  | 寺田憲史   | 松園公     | 松園公     | 摩砂雪       |
| 6    | 4月25日        | 父ちゃんが2人？ あぶない来訪者の巻     | 寺田憲史   | 石井文子   | 佐々木和宏 | 児山昌弘     |
| 7    | 5月2日         | なるほど！ ベースボールは格闘技!? の巻 | 大橋志吉   | 殿勝秀樹   | 殿勝秀樹   | 久米一成     |
| 8    | 5月9日         | ロッキーくんのビンボーじゃな〜いの巻   | 大橋志吉   | 森川滋     | 森川滋     | 進藤満尾     |
| 9    | 5月16日        | あちゃ〜！ 家族で銭湯アンド戦闘の巻    | 静谷伊佐夫 | 中村孝一郎 | 中村孝一郎 | 柳田義明     |
| 10   | 5月23日        | いいよ〜！ テレビ局の甘いワナの巻      | 会川昇     | 横山広行   | 横山広行   | 山本哲也     |
| 11   | 5月30日        | 空手に先手なし!? 燃える！ケンジ君の巻  | 大橋志吉   | 松園公     | 松園公     | 摩砂雪       |
| 12   | 6月6日         | 大蛇が何じゃ死んじゃダメじゃ雪絵の巻   | 静谷伊佐夫 | 小林和彦   | 佐々木和宏 | 児山昌弘     |
| 13   | 6月13日        | ギネスバカ！ 恐怖の発明ハカセの巻      | 寺田憲史   | 殿勝秀樹   | 殿勝秀樹   | 久米一成     |
| 14   | 6月20日        | お兄さんタクシーでお弁当ドカーンの巻   | 大橋志吉   | 森川滋     | 森川滋     | 摩砂雪       |
| 15   | 6月27日        | ゲゲゲのゲ！ 転校生は妖怪？ なのだの巻 | 大橋志吉   | 中村孝一郎 | 中村孝一郎 | 柳田義明     |
| 16   | 7月4日         | 大ピンチ！ 水泳勝負はマズイエー!! の巻 | 静谷伊佐夫 | 横山広行   | 横山広行   | 松下佳弘     |
| 17   | 7月18日        | ギャンブル人生！ 大金持ち父ちゃんの巻  | 大橋志吉   | 松園公     | 松園公     | 久米一成     |
| 18   | 7月25日        | いざ海へ！ 台風なんてフーンフン！ の巻 | 大橋志吉   | 須田裕美子 | 佐々木和宏 | 児山昌弘     |
| 19   | 8月1日         | ジョーズは海のメーワクなのだ！ の巻    | 寺田憲史   | 殿勝秀樹   | 殿勝秀樹   | 摩砂雪       |
| 20   | 8月8日         | 海のバカバカ！怒りの鉄人レース!! の巻  | 大橋志吉   | 横山広行   | 横山広行   | 松下佳弘     |
| 21   | 8月22日        | さらば国宝家！ 家出したフリッパーの巻  | 静谷伊佐夫 | もりたけし | もりたけし | 柳田義明     |
| 22   | 9月5日         | 地獄の教師スパルタンX先生登場の巻      | 大橋志吉   | 松園公     | 松園公     | 時矢義則     |
| 23   | 9月12日        | あぶないお兄さん刑事でおてがらの巻     | 寺田憲史   | 殿勝秀樹   | 殿勝秀樹   | 大橋誉志光   |
| 24   | 9月19日        | 突然の最終回！ 学芸会でサヨナラの巻    | 寺田憲史   | もりたけし | もりたけし | 児山昌弘     |

#### 放送局
※放送時間は1988年9月の放送終了時点、放送系列は放送当時のものとする。
| 放送地域       | 放送局         | 放送時間           | 放送系列                      | 備考   |
| -------------- | -------------- | ------------------ | ----------------------------- | ------ |
| 関東広域圏     | 日本テレビ     | 月曜 19:30 - 20:00 | 日本テレビ系列                | 制作局 |
| 北海道         | 札幌テレビ     | 月曜 19:30 - 20:00 | 日本テレビ系列                |        |
| 青森県         | 青森放送       | 月曜 19:30 - 20:00 | 日本テレビ系列 テレビ朝日系列 |        |
| 岩手県         | テレビ岩手     | 月曜 19:30 - 20:00 | 日本テレビ系列                |        |
| 秋田県         | 秋田放送       | 月曜 19:30 - 20:00 | 日本テレビ系列                |        |
| 山形県         | 山形放送       | 月曜 19:30 - 20:00 | 日本テレビ系列 テレビ朝日系列 |        |
| 宮城県         | ミヤギテレビ   | 月曜 19:30 - 20:00 | 日本テレビ系列                |        |
| 福島県         | 福島中央テレビ | 月曜 19:30 - 20:00 | 日本テレビ系列                |        |
| 山梨県         | 山梨放送       | 月曜 19:30 - 20:00 | 日本テレビ系列                |        |
| 新潟県         | テレビ新潟     | 月曜 19:30 - 20:00 | 日本テレビ系列                |        |
| 静岡県         | 静岡第一テレビ | 月曜 19:30 - 20:00 | 日本テレビ系列                |        |
| 富山県         | 北日本放送     | 月曜 19:30 - 20:00 | 日本テレビ系列                |        |
| 福井県         | 福井放送       | 月曜 19:30 - 20:00 | 日本テレビ系列                |        |
| 中京広域圏     | 中京テレビ     | 月曜 19:30 - 20:00 | 日本テレビ系列                |        |
| 近畿広域圏     | 読売テレビ     | 月曜 19:30 - 20:00 | 日本テレビ系列                |        |
| 鳥取県・島根県 | 日本海テレビ   | 月曜 19:30 - 20:00 | 日本テレビ系列                |        |
| 広島県         | 広島テレビ     | 月曜 19:30 - 20:00 | 日本テレビ系列                |        |
| 山口県         | 山口放送       | 月曜 19:30 - 20:00 | 日本テレビ系列 テレビ朝日系列 |        |
| 徳島県         | 四国放送       | 月曜 19:30 - 20:00 | 日本テレビ系列                |        |
| 香川県・岡山県 | 西日本放送     | 月曜 19:30 - 20:00 | 日本テレビ系列                |        |
| 愛媛県         | 南海放送       | 月曜 19:30 - 20:00 | 日本テレビ系列                |        |
| 高知県         | 高知放送       | 月曜 19:30 - 20:00 | 日本テレビ系列                |        |
| 福岡県         | 福岡放送       | 月曜 19:30 - 20:00 | 日本テレビ系列                |        |
| 熊本県         | 熊本県民テレビ | 月曜 19:30 - 20:00 | 日本テレビ系列                |        |
| 長野県         | テレビ信州     | 木曜 17:00 - 17:30 | 日本テレビ系列 テレビ朝日系列 |        |
| 長崎県         | テレビ長崎     | 火曜 16:30 - 17:00 | フジテレビ系列 日本テレビ系列 |        |
| 宮崎県         | 宮崎放送       | 金曜 17:30 - 18:00 | TBS系列                       |        |
| 鹿児島県       | 鹿児島テレビ   | 金曜 16:30 - 17:00 | 日本テレビ系列 フジテレビ系列 |        |

### 特別番組
- アニメ開始日となる1988年3月14日の17:00 - 18:00（JST。関東地区）には、本作の宣伝特別番組として、先週の同年同月7日に終了したばかりの『きまぐれオレンジ☆ロード』の名場面集と本作のハイライトシーンを集めた『きまぐれオレンジ☆ロード最終号&ヨロシク燃える！お兄さん』を放送[19]。番組では『きまぐれオレンジ☆ロード』の春日恭介（声 - 古谷徹）、鮎川まどか（声 - 鶴ひろみ）、檜山ひかる（声 - 原えりこ）、そして本作のケンイチがナレーションのみで登場した。

### OVA
- 1巻 - ビデオで初めてコンニチワ！暴走ダック・ニコルソンの巻 / ハチャメチャボウリング！透明お兄さんの巻
- 2巻 - 回転ずし、大食い勝負の巻 / 欲のかたまり、文化祭の巻

## ゲーム
テレビアニメ放送終了から約1年後の1989年8月8日に、テレビアニメの製作に関わった東宝からファミリーコンピュータ用ゲームソフトとして発売された。ジャンルはアクションゲーム。雪絵をさらったドラ・ゴンを倒すことが最終目標。
ゲーム冒頭で憲吉が娘の身体をカタにして丁半博打を行うがこれは完全に運任せであり、ここで勝つと雪絵が攫われずストーリーが始まらなくなるため、ゲーム本編を遊ぶ前にゲームオーバーになる。1面からワープの連続でマップは迷路のような構造。敵は四方八方から無限に湧いて来る上に被ダメージ時の無敵時間がないため多段ヒットでゲームオーバーになることも珍しくない。魔法のエネルギーの名前が「ロリコニア」であったり集めるアイテムの名前が「ンタマ」であったりと原作のテイストになっているネーミングが散見される。ケンイチ、火堂、ロッキー、不知火の4人をステージごとに入れ替わり立ち替わりに操作して進める。最終ボスのドラ・ゴン戦では『ドラゴンクエストシリーズ』風の戦闘画面に切り替わり、コマンドを選択してドラ・ゴンを倒すことになる。
OVA1巻に、ケンイチが紹介する本作のPVが収録されている。

### ゲスト出演
- 『ファミコンジャンプ 英雄列伝』（ファミリーコンピュータ、1989年2月15日、バンダイ）
  - ケンイチと雪絵が通行人として登場。
  - 当ゲーム上においては、ケンイチが『魁!!男塾』の剣桃太郎とまぶだちという設定になっている。
- 『週刊少年ジャンプ 実況ジャンジャンスタジアム』（スマートフォン、2018年8月2日、コナミデジタルエンタテインメント）
  - 配信開始当初より、国宝憲一が登場。
- 『ジャンプチ ヒーローズ』（スマートフォン、2018年3月28日、LINE）
  - 2021年7月3日より、国宝憲一が登場。